# スノーダンプ
スノーダンプは、大型の角型シャベルにパイプの持ち手が付いたような形状で、ソリのように雪を押して運ぶことができる除雪用具。
なお、snow dumpは和製英語であり、英語ではhand-held snow shovel（ハンドヘルド・スノー・シャベル）やsnow scoop（スノー・スコップ）と呼ばれる。

## 歴史
人力による除雪用具の中では、一度に最も多くの雪を運ぶことができる。木製のものとしては、昭和20年代に北海道で日本国有鉄道の職員が除雪のために作った雪押しと呼ばれるものがルーツであるとされており、21世紀初頭現在用いられているものとほぼ同じ機能・構造のものが、北海道開拓記念館に保存されている。
鉄製のもののルーツとしては、1961年（昭和36年）に石川県旧吉野谷村（後の白山市）の中宮地区の鉄工所が石炭用の大型スコップをヒントとして考案した、スノッパないしスノッパーと呼ばれるものが候補として挙げられる。その後、同鉄工所の遠縁に当たる別の鉄工所によって販路は拡大し、さらに小松市の農機具会社が類似品を意匠登録してより広く販売するようになったとされる。
その後、1985年（昭和60年）には、木製や鉄製のスノーダンプは重いことから、新潟県の会社がプラスチック製のスノーダンプを開発し、販売した。以後、軽量なポリエチレンやポリカーボネートのプラスチックを使った製品が主流となっている。

## 形状・利用
形状は底が湾曲した船底型と、屋根の雪下ろしに向いた平底型がある。平底型は、屋根に積雪して押し固められた雪に対して使用されるため、金属製である。また、圧雪や氷が混ざった硬い雪を処理する場合には、プラスチック製は割れやすいため、金属製が使われる。大きさは、子供でも使える小型のものから、大型のものまで数種類ある。
カナダなどでは道路沿いに側溝が設置されていないこともあり、スノーダンプは一般的な用具ではないが、日本では除雪によく用いられる器具であり、積雪量の多い地域では一家に一台以上所有している。

## 呼称
プラスチック製のスノーダンプは、ママさんダンプとも呼ばれる。「ママサンダンプ」は新潟県のグリーンパルの登録商標である。この製品の開発当時、新潟県では男性が冬季に出稼ぎに行って不在であるため、除雪は女性の仕事だった。そのような女性の労力を軽減するため、軽量素材を使用して女性の体格に合う柄の長さにするなど、女性が使いやすい商品として開発を行った。「ママでもダンプカーのように雪が運べる」ことにちなみ、この名称が付けられた。ママさんダンプよりも持ち手の位置が高いパパさんダンプも販売されており、こちらも商標登録されている。
そのほか、石川県白山市などでは、「み」（箕に由来）と呼ばれることもある。